# Royal Canin

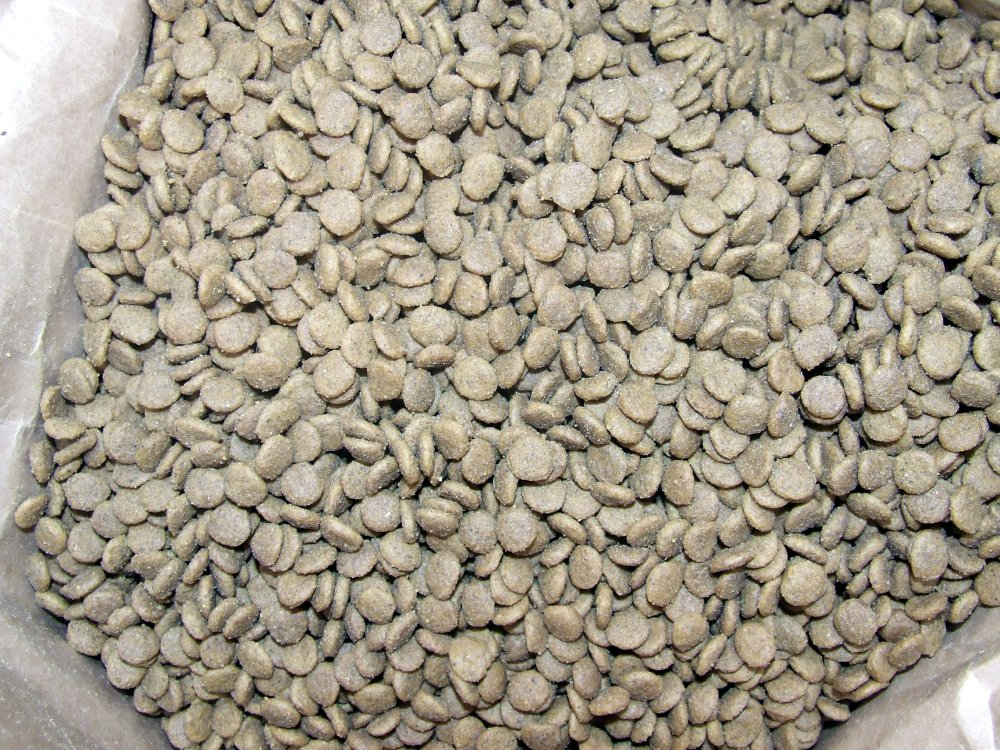
Royal Canin Medium Junior

Royal Canin — транснаціональна компанія, виробник кормів для кішок та собак.

## Історія
Фірма «Royal Canin» була заснована в 1968 у французькому містечку Гар. Нині штаб-квартира розміщується в місті Емарг (фр. Aimargues) на півдні Франції. З 2002 року належить підрозділу «Masterfoods» компанії Mars, Incorporated.
Нині компанія має представництва в США, Аргентині, Бразилії, Німеччина, Росії та Канаді. 

Виробництва розміщені: 
- Емарг, південна Франція
- Камбре, північна Франція
- Йоганнесбург, Південна Африка
- Ролла, Міссурі, США
- Дескалваду, Бразилія
- González Catán біля Буенос-Айреса, Аргентина
- дер. Кузяєва, Дмитровський район в Підмосков'ї, Росія
- Castle Cary, недалеко від Брістоля, Велика Британія
- Гуелф, Онтаріо, Канада
- Niepołomice, Польща

Компанія відома своїми розробками в області збалансованого харчування кішок та собак, заснованими на виробництві кормів для тварин з різними особливостями: похилий вік, довга шерсть, догляд за шкірою, спосіб життя (рухливість).